# Nilivaara distrikt
Nilivaara distrikt är ett distrikt i Gällivare kommun och Norrbottens län. Distriktet ligger omkring Nilivaara i norra Lappland.

## Tidigare administrativ tillhörighet
Distriktet inrättades 2016 och utgörs av en del av Gällivare socken i Gällivare kommun.
Området motsvarar den omfattning Nilivaara församling hade vid årsskiftet 1999/2000 och som den fick 1962 efter utbrytning ur Gällivare församling.

## Tätorter och småorter
I Nilivaara distrikt finns två småorter men inga tätorter. 

### Småorter
- Markitta
- Nilivaara